# Igreja de Nossa Senhora da Conceição dos Militares
A Igreja de Nossa Senhora da Conceição dos Militares é um templo católico localizado na cidade do Recife, capital do estado brasileiro de Pernambuco.
Foi definida pelo historiador de arte francês Germain Bazin, após visita ao Brasil, como a "capela sistina" do barroco-rococó.

## História

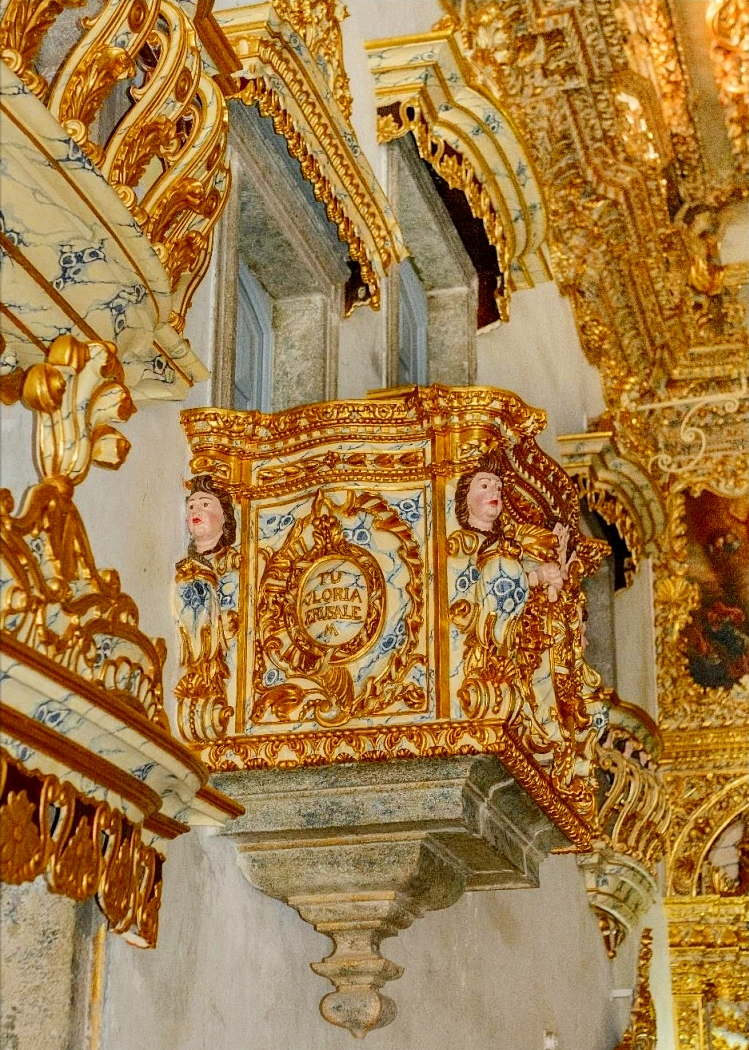
Púlpito esquerdo da nave.

Por perda dos documentos mais antigos da irmandade as informações desta igreja são escassas.
De acordo com os registros históricos, os militares do Terço da vila de Santo Antônio do Recife (oficiais, sargentos e praças dos Corpos de Fuzilamento e Cavalaria), no dia 19 de março de 1725, solicitaram a criação de uma Irmandade dos Militares, bem como a construção de uma igreja que fosse sua, sob a invocação de Nossa Senhora da Conceição. Há indícios, porém, de que a edificação do templo foi iniciada antes disso, no ano de 1710, com obras encerradas em 1771. A decoração do templo, por sua vez, foi concluída na década de 1780, quando, em 1781, pintou-se no forro do subcoro uma representação da primeira Batalha dos Guararapes.
De autoria do "mascate" Antônio Fernandes de Matos e do engenheiro Diogo da Silveira Veloso, a igreja tem fachada severa, que contrasta com seu interior profusamente ornamentado com ouro de 24 quilates. O douramento dos altares laterais, do arco-cruzeiro e da capela-mor foi executado por Francisco Dornelas Munduri, e o douramento da talha do forro da nave, por Bernardo Luís Ferreira. O magnífico painel central é atribuído a José Rebelo de Vasconcelos (algumas fontes apontam João de Deus Sepúlveda como autor da pintura). Sem adro na frente, o templo pode passar despercebido apesar de sua cantaria pesada com uma só torre e frontão rococó. A talha barroca toma conta de todas as paredes, incluindo a abóbada em barrete de padre na capela-mor. Havia um silhar de azulejos nas paredes laterais, perdido por completo devido à falta de manutenção e conservação. Sob o forro do coro há uma pintura realizada por ordem do governador José César de Meneses, e atribuída a João de Deus Sepúlveda, que descreve a Batalha dos Guararapes, associando a Conceição dos Militares à crença da proteção mariana aos militares luso-brasileiros na Insurreição Pernambucana (1645–1654). A pintura central da Virgem é atribuída a José Rabelo Gonçalves.
Com a saída dos holandeses na Insurreição Pernambucana, Pernambuco e Bahia iniciaram uma disputa de demonstração de poder e inúmeras construções religiosas foram executadas. E é neste momento que a Igreja de Nossa Senhora da Conceição dos Militares é construída. Na mesma época construiram-se a Madre de Deus, a Basílica e Convento de Nossa Senhora do Carmo, ampliação do convento dos franciscanos e a Concatedral de São Pedro dos Clérigos.
Construída em uma única nave, sacristia e capela-mor. Dois corredores que se conectam com a fachada. Um consistório na parte superior e têm o primeiro pavimento ligado ao térreo por uma torre ornada desde a base com porta e uma janela na altura do coro, óculo e janela sineira superior. Tem seu frontão bem mais simples que o interior, pintado de branco e com desenhos estriados em volutas e uma cruz no parte mais alta.

## Representação mestiça
Houve, no século XVII uma movimentação artística para inserir no visual tridentino os traços mestiços da nossa população brasileira. Representações de pardos, negros e até da Virgem Maria de pele mais escura foram executadas. Dois medalhões pintados no forro da Igreja de Nossa Senhora da Conceição dos Militares é um exemplo.
Pintados pelo pardo João de Deus Sepúlveda em meados de 1777 trazem exemplos dessas caracteristicas mestiças inseridas na arte tridentina. Era comum a inserção de personagens mestiços nos motivos hagiográficos. Encontra-se no medalhão central uma típica representação de Nossa Senhora da Conceição arrodeadas de anjinhos. Mas é possível ver, ao lado esquerdo da imagem, um anjo com a pele significativamente mais escura que os demais. Já no medalhão secundário a representação não é tão tímica. Podemos ver Jesus ainda no ventre de Nossa Senhora e ao seu lado, um anjo mulato segurando um emblema jesuíta. E em ambas representações podemos notar nos cabelos crespos e traços mestiços em Nossa Senhora.
Em uma minuciosa obra de restauração iniciada em 2017, foram recuperados o douramento e as pinturas de todo o templo.